# Salvador Freixedo
Salvador Freixedo (Carballino, Orense, 23 de abril de 1923 - 25 de octubre de 2019) fue un ex sacerdote católico español y exmiembro de la Compañía de Jesús, ovniólogo e investigador de temas paranormales.
Fue invitado como ponente en numerosos congresos internacionales, tanto en Europa como en América o Asia, así como colaborador de diversas revistas paracientíficas, como Mundo Desconocido, Karma 7 o Más allá entre otras. También participó en numerosos programas de radio y televisión dedicados a este tipo de temáticas.

## Biografía
Nació en Carballino (Orense, Galicia, España), en 1923, en el seno de una familia profundamente religiosa (su hermano era jesuita y su hermana era monja), a los cinco años su familia se trasladó a Orense, donde inició sus estudios, haciendo párvulos en las monjas de San Vicente Paúl y bachillerato en el Instituto Otero Pedrayo. A los dieciséis años ingresó en la Orden de los Jesuitas (1939) siendo ordenado sacerdote en 1953, en Santander (España), perteneciendo a dicha orden treinta años. Residió en diversos países de América desde 1947 ejerciendo sus labores como jesuita, enseñando Historia de la Iglesia en el Seminario Interdiocesano de Santo Domingo (República Dominicana), y fundando el Movimiento de la Juventud Obrera Cristiana en San Juan de Puerto Rico siendo viceasesor nacional del mismo en La Habana (Cuba). 
Cursó estudios de humanidades en Salamanca, de filosofía en la Universidad de Comillas (Santander, España), de teología en el Alma College de San Francisco (California), de ascética en el Mont Laurier (Quebec, Canadá), de psicología en la Universidad de Los Ángeles (California) y en la Universidad de Fordham de Nueva York. 
Desde la década de 1950 su posición crítica con las posturas de la Iglesia católica y la publicación de algunos libros le condujeron a la cárcel y a la expulsión de países como Cuba y Venezuela, así como a su exclusión de la Orden de los Jesuitas en 1969.
Desde los años 1970 se dedicó a la investigación en el campo de la parapsicología, en especial del fenómeno ovni, y su relación con el fenómeno religioso y con la historia humana, publicando diversos libros sobre el tema, y fundado el Instituto Mexicano de Estudios del Fenómeno Paranormal, del cual presidió el Primer Gran Congreso Internacional organizado por dicha institución.

## Obra
De 1950 a 1970
- En 1957 mientras se encontraba en Cuba, escribió su primer libro: 40 Casos de Injusticia Social. Su publicación conmovió a las altas esferas del poder y fue invitado por el dictador Batista a abandonar la isla.
- En 1968, estando en Puerto Rico, escribió Mi Iglesia Duerme en el que planteaba la problemática de una Iglesia encorsetada y denunciaba el poco espíritu evangélico de algunos de sus dirigentes así como la irracionalidad de algunos de sus dogmas, por lo que fue excluido de la Orden de los Jesuitas. En España se prohibió el libro, mientras que en Sudamérica y Norteamérica se desató una gran controversia.
- En 1970 apareció en Venezuela su libro: Amor, Sexo, Noviazgo, Matrimonio, Hijos: Cinco Realidades en Evolución (Mitos religiosos en las relaciones humanas). Por influencias episcopales, el partido social-cristiano en el poder lo encarceló y posteriormente lo expulsó del país.

A partir de 1970
A partir de su ruptura con la Compañía estudió la fenomenología paranormal, considerándola como una ventana hacia otras realidades u otras dimensiones de la existencia. Fruto de sus muchos viajes, investigaciones y reflexiones son más de treinta libros (varios sobre la relación de la religión con los extraterrestres), como: 
- Extraterrestres y creencias religiosas (Extraterrestres y religión) (1971)
- El diabólico inconsciente (Parapsicología y religión) (1973)
- Visionarios, místicos y contactos extraterrestres (La religión entre la parapsicología y los OVNIS) (1977)
- Israel, pueblo contacto (1978)
- 60 casos de OVNIS
- ¿Por qué agoniza el Cristianismo? (1983)
- Diccionario sulfúrico
- Curanderismo y Curaciones por la Fe (1983)
- ¡Defendámonos de los dioses! (1984)
- Las apariciones de El Escorial (Las Apariciones Marianas) (1985)
- Religión, política y microcefália
- El Cristianismo: un mito más (1986)
- Los curanderos (1987)
- La granja humana (Ellos, los dueños invisibles de este planeta) (1988)
- La amenaza extraterrestre (1989)
- Interpelación a Jesús de Nazaret (1989)
- Apariciones religiosas : mito o realidad? ; una explicación a fenómenos como el de Villa Alemana (1989)
- Los contactados (1991)
- Los hijos de la Nueva Era (1992)
- Los OVNIS, ¿una amenaza para la humanidad? (1992)
- Biografía del fenómeno OVNI (1992)
- ¿Qué son los OVNIS? (1993)
- Fenómeno OVNI: Evidencias (1993)
- En los límites del universo (1994)
- OVNIS y dioses depredadores (1995)
- Las religiones que nos separan (1995)
- Videntes, visionarios y vividores (1998)
- Un gallego llamado Cristóbal Colón, redescubridor de América (2002)[5]
- La Expaña de Z (2010)
- Teovnilogía (2012)
- Iglesia, ¡despierta! (2015)
- Conspiraciones contra la humanidad (2017)
- Jesucristo ¿Quién fue? (2019)